# Ondas de calor
As ondas de calor, fogacho, calorão ou afrontamentos (Portugal) são um sintoma da variação hormonal característica da menopausa.

## Descrição
Ondas de calor é um sintoma comum da perimenopausa, são comumente descritos como uma sensação de intenso calor com suores e aumento da frequência cardíaca que pode durar de dois a trinta minutos a cada ocorrência. A sensação de calor geralmente começa na face ou face e peito, podendo também iniciar em outras regiões, como a nuca, e espalhar-se por todo o corpo. Algumas mulheres desmaiam se o calor for intenso demais. Além da sensação de calor interno, a superfície da pele (especialmente a da face), torna-se quente ao toque. Esse rubor facial pode levar à doença vascular inflamatória conhecida como rosácea.
As ondas de calor podem se repetir algumas vezes durante a semana ou ocorrer constantemente durante o dia, reduzindo a freqüência com o passar do tempo. A sua ocorrência pode iniciar vários anos antes do início da menopausa e continuar ainda por bastante tempo. Algumas mulheres passam pela menopausa sem nunca terem sentido calorões. Outras, sentem-nos apenas com intensidade moderada ou pouca freqüência. As mulheres com piores sintomas sentem-nos dezenas de vezes durante o dia. As ondas de calor são normalmente mais freqüentes e mais intensas em dias quentes ou em ambientes com excessivo aquecimento, já que o aquecimento externo aparentemente aumenta tanto a intensidade quanto a freqüência dos episódios.
Calorões severos podem tornar difícil que se tenha uma noite de sono completa (normalmente caracterizada como insônia), que por sua vez afeta o humor, prejudica a concentração, além de causar outros sintomas físicos. Quando as ondas de calor ocorrem durante a noite, elas são também chamadas de suores noturnos. Como tipicamente os estrogênios estão em seus níveis mais baixos durante a noite, algumas mulheres tem os suores noturnos sem terem nenhum calorão durante o dia.

## Tipos de calorões
Além das ondas de calor “normais”, algumas mulheres na menopausa podem sofrer de um segundo tipo de calorão, um pouco mais lento. Os calorões padrão iniciam rapidamente, algumas vezes atingindo a máxima intensidade em cerca de sessenta segundos, e se mantendo em intensidade máxima por alguns poucos minutos antes de reduzir gradualmente.
Calorões lentos surgem tão rapidamente quanto os calorões padrão, mas são menos intensos e podem durar em torno de meia hora. Mulheres que sentem os calorões lentos podem tê-los durante o ano todo, ao invés de principalmente durante o verão. Além disso, os calorões do tipo lento persistem por vários anos após os calorões mais intensos cessarem.

## Em mulheres jovens
Mulheres jovens que estejam menstruando (ou que esperam menstruar em breve) podem ter calorões ou, contrariamente, “friorões” (redução súbita da temperatura corporal). Estes episódios normalmente passam rápido, com calor e frio podendo-se alternar em um curto período de tempo. Eles tendem a ocorrer somente em períodos pré-menstruais ou menstruais, quando os níveis de estrogênio estão baixos. Se estes sintomas ocorrerem em outros períodos do ciclo menstrual, pode ser evidência de disfunção da glândula pituitária, caso em que uma consulta médica é altamente recomendada.
Mulheres jovens que sofreram retirada cirúrgica de ovários (e por isso produzem baixos níveis de estrogênio) costumam sentir ondas de calor ainda mais intensas do que mulheres adultas na menopausa, e que podem persistir até a idade em que a menopausa chegaria naturalmente.

## Tratamento

### Terapia de reposição hormonal
Terapia de reposição hormonal (HRT), um tratamento que consiste de medicações contendo estrogênio ou estrogênio com progestin, era o tratamento mais usado para os sintomas da menopausa até a publicação de dois estudos nacionais de larga escala, que demonstraram que o uso da HRT aumenta o risco de ataque cardíaco, ocorrência de trombos vasculares, acidente vascular cerebral e câncer de mama. Após a publicação destas descobertas, mulheres que queiram usar a HRT, devem optar pela menor dose e tempo de tratamento possíveis.
O órgão americano FDA também recomenda que as mulheres que sofrem ondas de calor tentem alternativas à HRT como tratamento de primeira escolha.

### Moduladores seletivos dos receptores de estrogênio
Moduladores seletivos dos receptores de estrogênio (SERM) são uma classe de drogas que agem seletivamente como agonistas ou antagonistas dos receptores de estrogênio no organismo. FitoSERM são SERM oriundos de fonte botânica, fazendo-os relativamente mais seguros que outros tipos de tratamento disponíveis.

### Inibidores seletivos da recaptação de serotonina
Inibidores seletivos da recaptação de serotonina (RSSI) são uma classe de medicamentos utilizados para o tratamento da depressão e de alguns distúrbios de personalidade, mas que também são eficazes no alívio de ondas de calor. RSSI são comumente acompanhados de efeitos colaterais como náuseas e dores de cabeça.

### Mudanças dietéticas
Acredita-se que mudanças dietéticas que incluam um maior consumo de fitoestrogênios, como soja, red clover, black cohosh e yam podem reduzir as ondas de calor. Outras mudanças dietéticas também possuem um efeito positivo no alívio das ondas de calor. Estas incluem evitar o consumo de cafeína, bebidas quentes, chocolate, comidas apimentadas e álcool. Acredita-se que certas ervas também possam ajudar. Note que efeitos adversos hepáticos severos têm sido descritos com o uso de black cohosh.

### Outros
Especula-se que as ondas de calor são consideravelmente menos comuns entre as mulheres asiáticas, possivelmente em decorrência de sua alimentação rica em soja .
Ondas de calor em homens podem ser um possível sinal de baixos níveis de testosterona . Homens castrados também podem ter ondas de calor. Homens com câncer prostático que estão sendo tratados com antagonistas androgênicos (antiandrogênios), que reduzem a testosterona a níveis similares aos presentes em homens castrados, podem ter ondas de calor como efeito adverso mais comum.